# Kago Ai
Kago Ai (加護 亜依 Kago Ai, sinh ngày 7 tháng 2 năm 1988) là một nữ diễn viên và cựu ca sĩ người Nhật Bản. Năm 2000, Kago ra mắt với tư cách thành viên thế hệ thứ 4 của nhóm nhạc nữ thần tượng Morning Musume. Trong thời gian trong nhóm, cô còn hoạt động ở các tiểu nhóm Mini-Moni và Hello! Project. Năm 2004, Kago chia tay Morning Musume và trở thành một phần của nhóm đôi W với Tsuji Nozomi.
Năm 2006, Kago bị công ty quản lý đình chỉ vì hút thuốc khi chưa đủ tuổi và rồi bị sa thải vào năm 2007, buộc cô phải rời W và Hello! Project. Năm 2008, cô trở lại làng giải trí với tư cách diễn viên, xuất hiện trong Đầu bếp Kung Fu (2009), Ju-On: Black Ghost (2009) và Battle of Demons (2009). Năm 2009, Kago cũng trở lại với âm nhạc với việc phát hành đĩa đơn solo đầu tay "No Hesitation" (2009), tiếp theo là album nhạc jazz Ai Kago Meets Jazz (2010). Cô còn thành lập nhóm nhạc nữ của riêng mình, Girls Beat!!, vào năm 2013, và hoạt động trong nhóm cho đến năm 2016.

## Sự nghiệp

### 2000–2004: Morning Musume và Mini-Moni
Ở tuổi 12, Kago đã giành chiến thắng trong buổi sơ tuyển toàn quốc lần thứ 4 của Morning Musume do Up-Front Works tổ chức vào năm 2000. Ngày 15 tháng 4, cô cùng với Ishikawa Rika, Yoshizawa Hitomi và Tsuji Nozomi được ghi tên vào nhóm nhạc thần tượng Morning Musume với tư cách thế hệ thứ tư của nhóm. Đĩa thu âm đầu tiên của họ là trong đĩa đơn thứ 9 của nhóm "Happy Summer Wedding".
Việc tuyển mộ Kago và Tsuji vào nhóm đã nhận được phản hồi tích cực từ giới phê bình. Với lượng người hâm mộ ngày càng tăng, họ cùng với thành viên Yaguchi Mari của Morning Musume và thành viên Mika Todd của nhóm Coconuts Musume đã thành lập một tiểu nhóm mới tên là Mini-Moni. Ngoài ra, Kago cũng được nhận vào tiểu nhóm Tanpopo với tư cách là thành viên thế hệ thứ hai. Từ năm 2001 đến 2004, Kago tham gia dự án thường niên Hello! Project Shuffle Unit (3-nin Matsuri năm 2001, Happy 7 năm 2002, Salt5 năm 2003 và HP All Stars năm 2004).

### 2004–2007: W
Vào tháng 8 năm 2004, Kago và Tsuji cùng nhau tốt nghiệp từ Morning Musume sau khi Minimoni bắt đầu tạm ngừng hoạt động vô thời hạn. Dưới sự sắp xếp của công ty quản lý, Kago và Tsuji đã thành lập một bộ đôi nhạc pop mới là W, cùng nhau phát hành hai album và 6 đĩa đơn.
Trước khi phát hành đĩa đơn thứ 7 và album thứ ba của họ, W3: Faithful, vào ngày 9 tháng 2 năm 2006, tạp chí Friday đã công bố những bức ảnh cho thấy Kago hút thuốc. Cô mới 15 tuổi vào thời điểm những bức ảnh được chụp. Ngày hôm sau, công ty quản lý của cô ấy đã đưa ra một thông cáo báo chí nói rằng các hoạt động của cô ấy và W đã bị đình chỉ "vô thời hạn". Kago bị quản thúc tại gia trong thời gian còn lại của năm tại dinh thự của gia đình cô ở Nara. Trong thời gian này, cô ấy không được phép liên lạc với Tsuji hoặc bất kỳ thành viên nào khác trong công ty của mình, và cô ấy lại bị bắt quả tang hút thuốc trong thời gian thử thách.
Vào năm 2007, Up-Front Works đưa rằng họ đang tiến hành đưa cô trở lại. Vào cuối tháng 3 năm 2007, những bức ảnh Kago đi tắm suối nước nóng với một người đàn ông hơn cô 18 tuổi và hút thuốc lần thứ ba được lan truyền trên các phương tiện truyền thông, càng làm hoen ố danh tiếng của cô. Không lâu sau, Kawaguchi Yuukichi (giám đốc của Up-Front Works) đã đưa ra thông báo rằng cô đã bị công ty sa thải.

### 2008–2010: Trở lại làng giải trí
Sau khi Kago rời khỏi Up-Front Agency, mẹ cô đã cố gắng để cô ký hợp đồng vào một công ty tài năng mới ở quê nhà Nara. Cuối năm đó, Josei Seven đăng một cuộc phỏng vấn với mẹ cô, tiết lộ rằng Kago rời Nhật Bản và bắt đầu cư trú tại Thành phố New York. Bản thân Kago sau đó tiết lộ rằng cô ấy thực sự không đến New York mà đến Los Angeles trong ba tháng vì cô ấy cảm thấy mình giống như một tên tội phạm ở Nhật Bản. Trong thời gian ở đây, cô đã gặp những người khuyến khích cô, bao gồm cả Winona Ryder, và có thể suy ngẫm về hoàn cảnh của mình. Cô cũng từng nghĩ đến chuyện tự tử và cắt cổ tay. 
Kago đã công khai trở lại làng giải trí vào năm 2008 với kế hoạch theo đuổi sự nghiệp diễn xuất. Cô bắt đầu xuất hiện trong nhiều bộ phim Hồng Kông, bao gồm cả Đầu bếp Kung Fu. Ngày 25 tháng 8 năm 2008, Kago phát hành một cuốn sách có tựa đề Kago Ai Live—Miseinen Hakusho (ＬＩＶＥ—未成年白書). Trên blog của mình, cô ấy mô tả cuốn sách là "cuốn sách mà tôi nói chuyện với thanh thiếu niên về nhiều rắc rối và ước mơ khác nhau của họ." 
Trong năm 2009, Kago còn tập trung tái xây dựng sự nghiệp âm nhạc của mình. Ngày 24 tháng 6 năm 2009, cô phát hành đĩa đơn solo đầu tiên "No HesitAtIon" [sic] trên hãng thu âm độc lập In Da Groove.  Ngày 16 tháng 2 năm 2010, cô tổ chức buổi biểu diễn nhạc jazz đầu tiên tại quán bar JZ Brat ở Tokyo. Album nhạc jazz đầu tiên của Kago, Ai Kago meets Jazz: The First Door, được phát hành vào ngày 31 tháng 3 năm 2010 thông qua P-Vine Records và Avex Marketing. Tháng 8 năm 2010 cô được mời biểu diễn tại lễ hội âm nhạc Summer Sonic.

### 2011–nay: Chật vật đời tư và Girls Beat!!
Trong suốt nửa sau năm 2010, Kago không hài lòng với hướng công việc của mình. Cũng trong khoảng thời gian đó, cô bắt đầu hẹn hò với chủ nhà hàng Ando Haruhiko, người đóng vai trò trung gian giữa công ty của cô và chính cô. Kể từ khi bắt đầu mối quan hệ với Ando, Kago đã hủy bỏ nhiều công việc vào phút cuối, khiến công ty quản lý của cô ấy phải đình chỉ hoạt động của cô ấy. Mặc dù vậy, cô ấy tham gia một buổi biểu diễn trực tiếp và mở một blog riêng mà không được phép.
Kago chia tay R&A Promotions vào tháng 11 năm 2010 mặc dù hợp đồng của cô kết thúc vào tháng 3 năm 2013. Đáp lại, vào năm 2011, Ito Kazuyuki (chủ tịch của Mainstream -một cộng sự của R&A Promotions) tuyên bố rằng công ty đã lên kế hoạch kiện đòi 100 triệu yên Nhật tiền bồi thường thiệt hại do vi phạm hợp đồng. Trong thời gian đó, sự nghiệp của Kago cũng bị trật bánh bởi đời tư của cô.
Sau khi trải qua năm 2012 không xuất hiện trước công chúng với sự ra đời của cô con gái Minami, Kago chuyển đến một công ty mới vào năm 2013. Với kế hoạch vực dậy sự nghiệp âm nhạc của mình, cô ấy đã thành lập một nhóm nhạc thần tượng, sau này được đặt tên là Girls Beat!! Nhóm sẽ lấy nguồn thu từ đám đông bằng cách sử dụng ý tưởng về lời bài hát, âm nhạc và trang phục do người hâm mộ gửi. Kita Remi và Himeno Ryona được tuyển chọn làm hai thành viên còn lại sau khi vượt qua buổi thử giọng.
Girls Beat!! phát hành đĩa đơn đầu tiên, "Sekai Seifuku" vào ngày 22 tháng 7 năm 2014. Các hoạt động của họ đột ngột bị đình trệ khi lệnh bắt giữ được đưa ra đối với Ando vào tháng 10 vì nghi ngờ cho vay tiền với lãi suất bất hợp pháp. Kago sau đó đệ đơn ly hôn, dự định tiếp tục các hoạt động sau khi vụ ly hôn được hoàn tất. Mặc dù Kago cuối cùng đã thành công trong việc này,  vào tháng 8 năm 2015, hợp đồng của cô với công ty đáo hạn, mặc dù cô vẫn tiếp tục hoạt động với Girls Beat!! vào tháng 11. Ngày 29 tháng 2 năm 2016, cô tốt nghiệp khỏi nhóm. 

## Đời tư

### Hình ảnh công chúng
Trong những năm của Kago ở Mini-Moni, cô ấy được biết đến với việc để tóc uốn xoăn hai bím. Nghệ sĩ manga Tanemura Arina đã sử dụng kiểu tóc của cô làm nguồn cảm hứng cho Koyama Mitsuki, nhân vật chính của Full Moon o Sagashite. Biệt danh chính thức của cô trong Hello! Project là "Aibon."
Kago và Tsuji đã chia sẻ kỷ lục thế giới về vòng lắc eo lớn nhất với tỷ lệ đường kính là 4,08 m (13 ft 5 in). Họ thiết lập kỷ lục của mình vào ngày 1 tháng 1 năm 2004, trong một chương trình truyền hình đặc biệt về Ngày đầu năm mới trực tiếp tại kênh truyền hình Nippon, Tokyo, Nhật Bản. Kỷ lục này xuất hiện trong các ấn bản năm 2005 và 2006 của Sách kỷ lục Guinness thế giới trước khi nó bị phá bởi Ashrita Furman vào tháng 9 năm 2005.

### Những mối quan hệ và gia đình
Trong thời gian Kago bị quản thúc tại gia vào năm 2006, cha mẹ cô đã ly hôn. Năm 2009, Kago vướng vào mối quan hệ với nam diễn viên Mizumoto Hidejiro. Vợ của Mizumoto tên Asato đã kiện cả hai người, nói rằng cô ấy có bằng chứng về việc ngoại tình và đó là nguyên nhân dẫn đến vụ ly hôn đang chờ giải quyết của cô. Ngày 24 tháng 5 năm 2009, một tòa án gia đình đã ủng hộ Asato và lệnh cho Mizumoto giao ngôi nhà của anh ấy ở Kumamoto và chiếc xe hơi của anh ấy cho Asato cũng như 300,000 yên Nhật tiền cấp dưỡng nuôi con hàng tháng cho ba đứa con của anh ấy. Shukan Josei đưa tin vào năm 2010 rằng Kago có quan hệ tình cảm với người mẫu Mikawa Takeshi. Công ty quản lý của cô ấy đã đưa ra một tuyên bố khẳng định rằng trong lúc hẹn hò, họ không phải là một cặp.
Kago bắt đầu hẹn hò với Ando Haruhiko, một chủ nhà hàng ở Roppongi, vào tháng 8 năm 2010; anh là người đóng vai trò trung gian giữa công ty quản lý và cô. Vào tháng 9 năm 2011, Ando bị bắt vì cáo buộc tống tiền và được cho có liên hệ với yakuza. Kago đã được đi thẩm vấn. Cũng trong tháng đó, Kago được đưa đến bệnh viện gần đó sau khi các quan chức cơ quan tìm thấy cô trên sàn căn hộ với vết cắt ở cổ tay. Tính mạng của cô được cho là không gặp nguy hiểm, mặc dù có suy đoán rằng đó là một vụ tự sát có chủ đích. Sau sự việc, cô và Ando đăng ký kết hôn và Kago mang thai. và anh lấy họ Kago của cô. Từ cuộc hôn nhân của họ, Kago sinh đứa con đầu lòng Minami, vào ngày 22 tháng 6 năm 2012.
Cảnh sát đã phát lệnh bắt giữ Ando vào tháng 10 năm 2014 vì nghi ngờ cho vay tiền với lãi suất bất hợp pháp. Vụ việc ảnh hưởng đến cả sự nghiệp và hình ảnh của Kago. Năm 2015, Kago thông báo trên blog chính thức của mình rằng họ đang sống ly thân và đang trong quá trình làm thủ tục ly hôn. Cô ấy đã cố gắng đệ đơn ly hôn vào tháng 4, nhưng bỏ ý định vị không đủ tiền. Ngày 9 tháng 6, Ando bị bắt vì tội bạo hành gia đình bắt nguồn từ một vụ việc vào ngày 12 tháng 5, khi anh ta bị cáo buộc xô ngã và đá Kago trong nhà của họ ở Roppongi, khiến cô bị thương phải mất tới 10 ngày mới lành. Kago đồng ý bỏ các cáo buộc để đổi lấy việc ly hôn, được hoàn tất vào cuối tháng đó.
Ngày 8 tháng 8 năm 2016, Kago thông báo rằng cô đã kết hôn với một nam nhân 38 tuổi, tên tuổi anh không được tiết lộ với công chúng. Ngày 23 tháng 9 năm 2016, cô thông báo rằng cô đang mang thai đứa con thứ hai. Ngày 23 tháng 2 năm 2017, cô thông báo trên blog của mình rằng cô đã hạ sinh đứa con thứ hai, một bé trai tên là Yoshitsugu.

## Danh sách đĩa nhạc
Đĩa đơn
| Ngày phát hành      | Tên bài         | Oricon Singles Charts | Oricon Singles Charts | Oricon Singles Charts | Oricon Singles Charts | Oricon Singles Charts | Album |
| Ngày phát hành      | Tên bài         | Vị trí cao nhất       | Vị trí cao nhất       | Vị trí cao nhất       | Doanh số              | Doanh số              | Album |
| Ngày phát hành      | Tên bài         | Ngày                  | Tuần                  | Năm                   | Đầu tay               | Tổng                  | Album |
| ------------------- | --------------- | --------------------- | --------------------- | --------------------- | --------------------- | --------------------- | ----- |
| 24 tháng 6 năm 2009 | "no hesitAtIon" | 26                    | 52                    | —                     | 1757                  | —                     | —     |

Album
- AI KAGO meets JAZZ (31 tháng 3 năm 2010 P-Vine)

Biên tập
- Kirakira Majocco Cluv (キラキラ 魔女ッ娘 Cluv?) (Nhiều nghệ sĩ, 10 tháng 2 năm 2010 P-Vine)
  - Lum no Love Song (Urusei Yatsura OP) / Ai Kago × Brian Hardgroove (Public Enemy)
  - Himitsu no Akko-chan (Himitsu no Akko-chan OP) / Ai Kago × Paolo Scotti

## Danh sách phim

### Điện ảnh
| Năm  | Tựa phim                                | Vai diễn        | Chú thích |
| ---- | --------------------------------------- | --------------- | --------- |
| 2000 | Pinch Runner                            | Khách mời       |           |
| 2002 | Mini Moni ja Movie: Okashi na Daibōken! | Chính cô        |           |
| 2009 | Đầu bếp Kung Fu                         | Trầm Oánh       |           |
| 2009 | Benten-dori no Hitobito                 | Saku            |           |
| 2009 | Ju-on: Black Ghost                      | Yūko            |           |
| 2009 | Battle of Demons                        | Tosazuka Momoko | [ 47 ]    |
| 2010 | Nikushokukei Joshi (肉食系女子)         | Oogami Kariko   |           |
| 2010 | The Haunting Lover                      |                 |           |

### Truyền hình
| Năm  | Tựa phim                                                              | Vai diễn      | Ghi chú                |
| ---- | --------------------------------------------------------------------- | ------------- | ---------------------- |
| 2001 | Mini-Moni Yaru no da Pyon!                                            | Aibon         | Lồng tiếng trong anime |
| 2002 | Angel Hearts                                                          |               |                        |
| 2002 | Kochira Hon Ikegami Sho (こちら本池上署)                              | Shiina Yumi   |                        |
| 2003 | Kochira Hon Ikegami Sho 2 (こちら本池上署)                            | Shiina Yumi   |                        |
| 2003 | Mini-Moni the TV                                                      | Aibon         | Lồng tiếng trong anime |
| 2004 | Kochira Hon Ikegami Sho 3 (こちら本池上署)                            | Shiina Yumi   |                        |
| 2004 | Kochira Hon Ikegami Sho 4 (こちら本池上署)                            | Shiina Yumi   |                        |
| 2004 | Mini Moni's Town Musicians of Bremen (ミニモニ。でブレーメンの音楽隊) | Niwa Hinako   |                        |
| 2005 | Kochira Hon Ikegami Sho 5 (こちら本池上署)                            | Shiina Yumi   |                        |
| 2008 | Tonsure (トンスラ)                                                    | Kurume Mai    | tập 3, 6, 11–12        |
| 2008 | Nihonshi Suspence Gekijō (日本史サスペンス劇場)                       | Công chúa Sen |                        |
| 2009 | Ikemen Shin Sobaya Tantei (イケ麺新そば屋探偵)                        | Urami Masuyo  | tập 3                  |

## Ấn phẩm

### Sách
| Tựa sách                                            | Ngày phát hành      | Nhà xuất bản ISBN                  | Ghi chú |
| --------------------------------------------------- | ------------------- | ---------------------------------- | ------- |
| Kago Ai Live—Miseinen Hakusho (ＬＩＶＥ—未成年白書) | 25 tháng 8 năm 2008 | Media Kreis ISBN 978-4-7788-0338-4 |         |

### Sách ảnh
| Tựa sách                                                        | Ngày phát hành       | Nhà xuất bản ISBN                  | Ghi chú |
| --------------------------------------------------------------- | -------------------- | ---------------------------------- | ------- |
| Kago Ai Shashinshū                                              | 11 tháng 11 năm 2003 | Wani Books ISBN 978-4-8470-2783-3  |         |
| Gekkan Kago Ai                                                  | 23 tháng 1 năm 2009  | Shinchousha ISBN 978-4-10-790195-8 |         |
| Gekkan Kago Ai -Super Remix                                     | 19 tháng 3 năm 2009  | Shinchosha ISBN 978-4-10-790197-2  |         |
| Kago Ai Kinyōbi (金曜日 加護亜依写真集)                         | 22 tháng 8 năm 2009  | Kodansha ISBN 978-4-06-352815-2    |         |
| Kago Ai Shashinshū LOS ANGELES (加護亜依写真集 『LOS ANGELES』) | 25 tháng 3 năm 2010  | Air Control ISBN 978-4-86084-737-1 |         |

### DVD
| Tựa đĩa                                        | Ngày phát hành       | Nhà xuất bản   | Ghi chú |
| ---------------------------------------------- | -------------------- | -------------- | --- |
| Kago Channel (DVD) (Vol.1)                     | 28 tháng 11 năm 2008 | avex trax      | |
| Kago Channel (DVD) (Vol.2)                     | 19 tháng 12 năm 2008 | avex trax      | |
| Gekkan Kago Ai – marionnette                   | 20 tháng 2 năm 2009  | E-net Frontier | |
| Micchaku Kago Ai                               | 20 tháng 2 năm 2009  | E-net Frontier | Lúc đầu được phát hành độc quyền tại các cửa hàng tiện lợi Lawson, Phát hành toàn quốc vào 30 tháng 7 năm 2009 |
| Kago Ai VS. FRIDAY (DVD) (加護亜依 VS. FRIDAY) | 25 tháng 10 năm 2009 | GP Museum Soft | |
| LOS ANGELES                                    | 25 tháng 3 năm 2010  | Air Control    | |